# Marc Beaumont
Marc Michel Beaumont (Cambrai, 14 settembre 1961) è un vescovo cattolico francese, dal 29 marzo 2021 vescovo di Moulins.

## Biografia
Marc Beaumont è nato a Cambrai, sede arcivescovile, nel 1961, figlio di un agricoltore.

### Formazione e ministero sacerdotale
Dopo aver conseguito il diploma di maturità, ha ottenuto un diploma in ingegneria elettrica presso l'Istituto di tecnologia dell'Università di Béthune e un diploma di ingegnere illuminotecnico. In seguito, è entrato nel Seminario interdiocesano di Lilla. È stato ordinato sacerdote il 13 maggio 1990 dall'arcivescovo Jacques Delaporte per l'arcidiocesi di Cambrai.
Dopo l'ordinazione è divenuto dapprima parroco in solidum del settore sud del decanato di Cambrai rurale, dal 1992 è stato sacerdote associato dello stesso decanato, mentre nel 1994 è stato trasferito nelle parrocchie del settore di Avesnes-sur-Helpe. Dal 1999 è divenuto parroco in solidum del settore di Caudry e delegato per la pastorale giovanile del decanato di Cateau-Cambrésis est, poi parroco di Sainte Maxellende di Cambrésis dal 2003 al 2006 e parroco di san Martino di Ostrevant.
Dal 2015 alla nomina episcopale è stato decano delle marche dell'Hainaut e parroco di santa Maria Goretti di Hainaut, di san Francesco in Val-d'Escaut e san Giacomo in Val-d'Escaut.
Nel 2012 è stato nominato vicario episcopale e delegato episcopale per la comunicazione pastorale, cariche ricoperte fino alla nomina a segretario generale del Consiglio presbiterale nel 2019. 

### Ministero episcopale
Il 29 marzo 2021 papa Francesco lo ha nominato vescovo di Moulins. Ha ricevuto la consacrazione episcopale nella cattedrale di Moulins il 16 maggio successivo dalle mani dell'arcivescovo François Kalist, arcivescovo metropolita di Clermont, co-consacranti il vescovo Laurent Jean Lucien Marie Percerou, vescovo di Nantes e suo predecessore a Moulins, e l'arcivescovo Vincent Dollmann, arcivescovo di Cambrai, alla presenza del nunzio Celestino Migliore. Lo stesso giorno ha preso possesso della diocesi.

## Genealogia episcopale
La genealogia episcopale è:
- Cardinale Scipione Rebiba
- Cardinale Giulio Antonio Santori
- Cardinale Girolamo Bernerio, O.P.
- Arcivescovo Galeazzo Sanvitale
- Cardinale Ludovico Ludovisi
- Cardinale Luigi Caetani
- Cardinale Ulderico Carpegna
- Cardinale Paluzzo Paluzzi Altieri degli Albertoni
- Papa Benedetto XIII
- Papa Benedetto XIV
- Papa Clemente XIII
- Cardinale Marcantonio Colonna
- Cardinale Giacinto Sigismondo Gerdil, B.
- Cardinale Giulio Maria della Somaglia
- Cardinale Carlo Odescalchi, S.I.
- Vescovo Eugène de Mazenod, O.M.I.
- Cardinale Joseph Hippolyte Guibert, O.M.I.
- Cardinale François-Marie-Benjamin Richard
- Vescovo Marie-Prosper-Adolphe de Bonfils
- Cardinale Louis-Ernest Dubois
- Cardinale Georges-François-Xavier-Marie Grente
- Arcivescovo Marcel-Marie-Henri-Paul Dubois
- Cardinale François Marty
- Cardinale Jean-Marie Lustiger
- Arcivescovo Albert Jean-Marie Rouet
- Arcivescovo François Kalist
- Vescovo Marc Michel Beaumont